# Anti-HBs
Anti-HBs ist die Bezeichnung für Antikörper (Subtyp IgG), die gegen das Membranprotein auf der Zelloberfläche (surface antigen) des Hepatitis-B-Virus gerichtet sind. Im Rahmen einer Erkrankung zeichnet ein Verschwinden des HBs-Antigens (HBsAg) bei anschließendem Auftreten des Anti-HBs-Antikörpers (sog. Serokonversion) in der Regel eine Ausheilung an, bei bis zu fünf Prozent der Erwachsenen wird die Infektion persistent (chronische Erkrankung). Dazwischen kann ein Intervall von wenigen Wochen liegen, in dem weder HBs noch Anti-HBs nachweisbar sind. Der Anti-HBs-Antikörper bleibt über Jahre seropositiv (sog. serologische Narbe).
Die Impfung mit einem Hepatitis-B-Impfstoff erfolgt heute in der Regel mit gentechnisch hergestellten Teilen des HBs-Antigens als Virosom. Dieses induziert Anti-HBs-Antikörper. Ab einem Antikörpertiter von mindestens 100 I.E./l geht man heute von einem wirksamen Impfschutz bei einer aktuellen möglichen Infektion aus. 

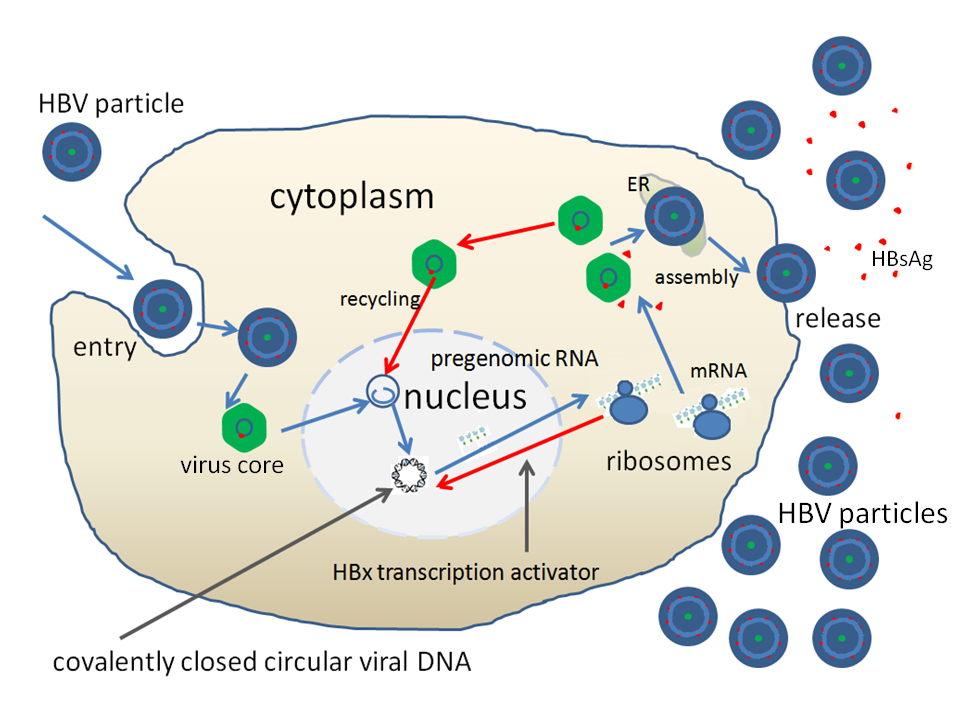
Hepatitis B virus Replikation, Hbs-Antigen extrazelluläre rote Punkte, gegen die durch das körpereigene Immunsystem entsprechende Antikörper, das Anti-HBs gebildet wird.